# 香港唱片

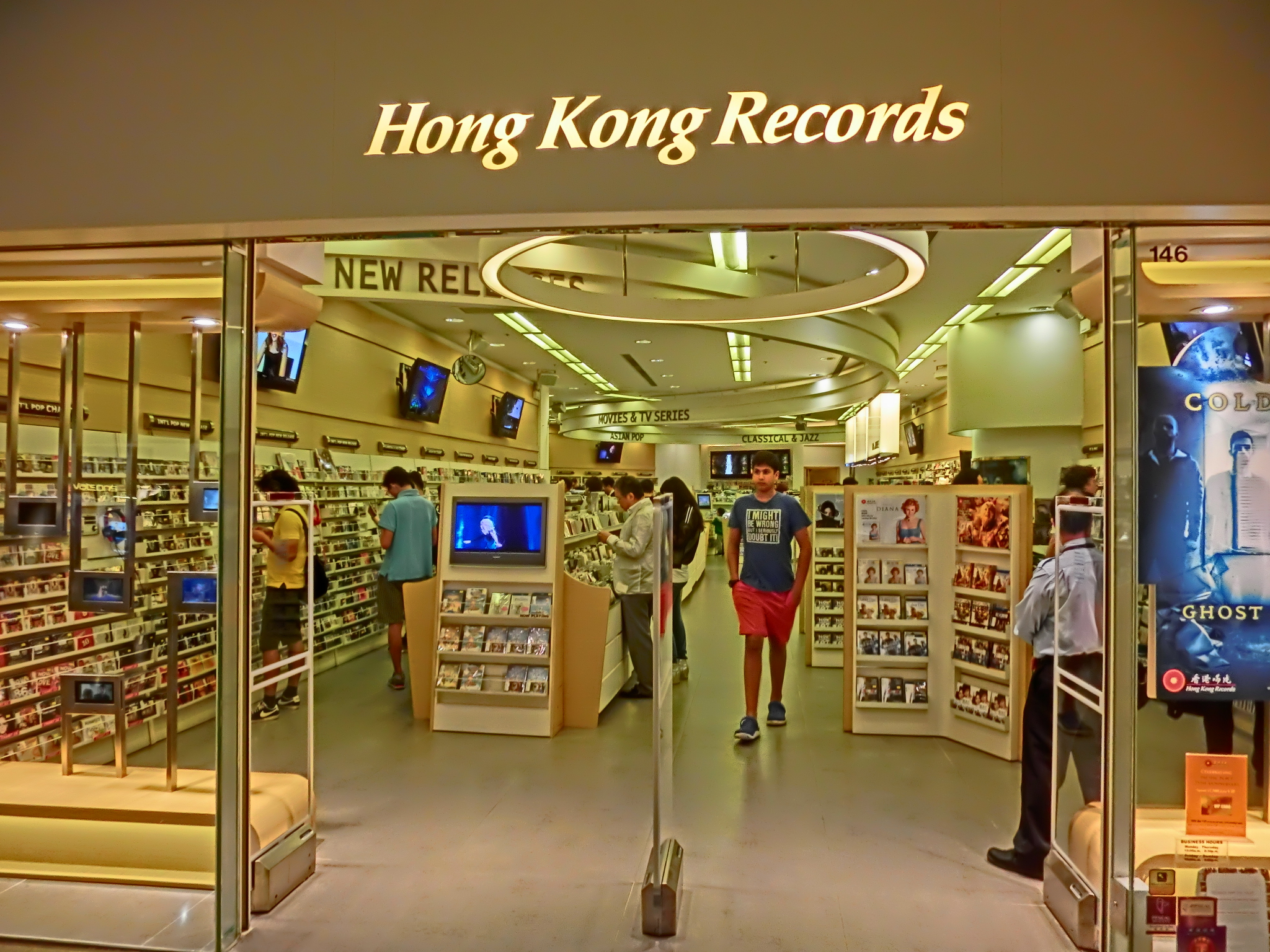
香港唱片在金鐘太古廣場分店

香港唱片（Hong Kong Records）是一間在香港的連鎖唱片店，由熱愛音樂的蕭勁展創立，該店前身是小型唱片店「Do Re Mi」，於1985年在金鐘廊開業，到1989年遷店到附近的太古廣場第一期，1990年代改名為「香港唱片」，以古典、爵士音樂最齊全而知名。
2018年6月，創辦人蕭勁展在接受《南華早報》及《香港經濟日報》訪問時透露，自2014年起難以對抗串流和影視月費套餐競爭，連年虧蝕，决定將金鐘太古廣場店在6月27日結業。餘下的尖沙咀海港城店在2019年2月20日結業。預料20名員工失業，4000名會員受影響，為屹立香港34年的品牌正式劃上句號。

## 分店
- 金鐘太古廣場：1989年開業，其後遷至二期，在2018年6月27日結業。
- 九龍塘又一城：1998年開業，面積12,000呎，在2014年8月16日結業。
- 尖沙咀海港城：2005年在港威大廈商場3樓開業，面積6,000呎。2016年3月遷至馬哥孛羅香港酒店商場內，面積大減，在2019年2月20日結業。

## 軼聞
不少名人為香港唱片顧客，包括前高官許仕仁，曾一口氣買下20至30張唱片，單次消費達17萬元。